# Andrognathus corticarius
Andrognathus corticarius är en mångfotingart som beskrevs av Cope 1869. Andrognathus corticarius ingår i släktet Andrognathus och familjen Andrognathidae. Inga underarter finns listade i Catalogue of Life.